# Freakonomics
Freakonomics: A Rogue Economist Explores the Hidden Side of Everything är en amerikansk bok från år 2005. Med hjälp av statistik och nationalekonomisk teori förklarar författarna Steven Levitt och Stephen J. Dubner olika fenomen i samhället. Bland dessa fenomen märks bland annat en ekonomisk studie av lönsamheten för knarkhandel och hur legaliseringen av abort i USA har påverkat kriminaliteten i det amerikanska samhället.
Bokens svenska titel är "Freakonomics : en vildsint ekonom förklarar det moderna livets gåtor". Boken utkom på Prisma förlag 2006, och återutgavs 2014 av Volante förlag.
Bokens innehåll:
- Kapitel 1: Incitament bakom fusk, exempel på lärare i Chicago som fuskar åt eleverna och sumobrottare som gör upp matcher.
- Kapitel 2: Asymmetrisk information, bland annat Ku Klux Klan och fastighetsmäklare.
- Kapitel 3: Ekonomin bakom droglangning, visar bland annat att langare på gatunivå tjänar mindre än minimilön, vilket förklarar varför de bor hemma.
- Kapitel 4: Effekten av att legalisera abort i USA. Enligt Levitt förklaras nedgången i brott under början av 90-talet i USA av att "rätten till abort legaliserades ungefär 18 år tidigare" efter fallet (Roe mot Wade) . Detta bygger på Levitts tidigare forskning som finns publicerad som "The Impact of Legalized Abortion on Crime." (1).
- Kapitel 5: Den marginella effekten bra föräldraskap har på barns utbildning.
- Kapitel 6: Beskriver ett mönster mellan socioekonomisk status och namngivning av barn.